# Ignasi Vidal
Ignasi Vidal (Barcelona, 27 de enero de 1973) es un director y actor español de teatro, cine y televisión.

## Biografía
Nacido en Barcelona realizó su formación teatral con Carlos Lasarte y en canto con M. Ucelay, María Luisa Castellanos entre otros. 
Comenzó su trayectoria en el mundo del musical en Grease de Luis Ramírez en 1998, realizando el papel de Doody. Después siguieron otros trabajos dentro del género, como protagonista, destacando el papel de Roger en Rent, dirigido por A. Epstein; Amants, (Premio Max al mejor espectáculo musical 2004) dirigido por Paco Mir; La ópera de cuatro cuartos, dirigida por Calixto Bieito; Vagón de Cola, dirigida por Antonio Campos; Spamalot, dirigido por Tricicle... En 2007 encarna el papel de Judas en la Producción de Stage Jesucristo Superstar, dirigido por Stephen Rayne, por el que es premiado como mejor actor de musical del 2008. 
Fuera del género musical trabaja en montajes dramáticos como A la cuina amb l' Elvis, dirigida por Roger Peña, Don Juan Tenorio, encarnando al mito de Don Juan, Soñando a Becquer ambos montajes de producciones Imperdibles, o La ratonera de Agatha Christie, bajo la dirección de Víctor Conde. En el cine trabaja con directores como Carlos Atanes, Álex de la Iglesia, Brian Yuzna o Ventura Pons. 
En televisión tiene un extenso currículum (Mar de Fons, El último señor de los Balkanes, Los exitosos Pells... y apariciones en Amar en tiempos revueltos, Jet Lag, El comisario entre otras)  en el que destaca la serie de Antena 3 T.V. Lalola dirigida por Luis Santamaría y trabaja en numerosas telemovies, alguno como protagonista y otros como actor de reparto, destacando Irene de M. Mayol, El estafador de Ricard Figueres, Wendy Placa 20958, de Mireia Ros -todas para TV3- o El año que trafiqué con mujeres de Jesús Font para Antena3 T.V.  
En 2004 funda junto a Isabel Vázquez, Gregor Acuña y Marietta Calderón la escuela Centro de Artes Escénicas de Sevilla de la que posteriormente nace la productora Excéntrica Producciones, que ha producido los espectáculos Yo cocino y él friega los platos, Restaurant tu three, Infame y D.J. Peep Show.
Dio vida a Javert en el musical Los Miserables en Barcelona, después de haber representado el mismo papel en Madrid durante la temporada 2010-2011, con motivo del 25º aniversario de la obra.
En el 2011 crea y produce junto a David Ordinas, Daniel Diges y Gerónimo Rauch (que será reemplazado tras la tercera función por Pablo Puyol) el espectáculo Póker de voces, dirigido por el también actor y director de musicales Zenón Recalde, realizando varias funciones en el teatro Calderón y Lope de Vega de Madrid con aforo completo. En el año 2012 es seleccionado para dar vida a la Bestia en el musical La Bella y la Bestia que la productora Stage lleva de gira por la geografía española. Esto será lo que le lleve a relegar su puesto en Póker de Voces en Paco Arrojo, aunque este último no llegará a actuar al suspenderse indefinidamente el espectáculo. 
Así mismo, Ignasi se reencuentra en 2012 con sus antiguos compañeros de banda y sacan por fin su primer disco AMD financiado en parte a través de un proyecto de micromecenazgo.
Durante la gira nacional 2013-14 de Los Miserables volverá a ponerse en el traje del temible inspector Javert, siendo elogiado por la crítica (en especial su actuación como solista en el número musical Estrellas). A principios de 2015 anuncia junto a sus compañeros de escenario el retorno de Póker de Voces a los escenarios, representando tres actuaciones en el Teatro Caser Ruedo Las Ventas de Madrid y comenzando en verano una gira nacional que continuará durante los años venideros.
En febrero de 2016 estrena en el Teatro Talia de Valencia Memoria o desierto, obra sobre la vida de tres hermanas que se reúnen para el entierro de su padre. Y en la Pensión de las Pulgas, estrena Pequeño catálogo sobre el fanatismo y la estupidez.
También continúa la gira por España con Dignidad, una obra escrita por él que representa con Pablo Puyol.
En este mismo año, debuta como Dedé (El Destino) en el musical El Cabaret de los Hombres Perdidos, así como también interpreta a El Coronel Perón en  el teatro Nuevo Alcalá de Madrid.
Su obra El Plan recibió buenísimas críticas, llegando no sólo a estrenarse en España, sino en países como Chile, Argentina, etcétera, al igual que Dignidad.
Interpretó en 2017 a la voz de la Bestia (canciones, en castellano) en la película La Bella y la La Bella y la Bestia.
En octubre de 2018 estrena, en el teatro Apolo de Barcelona, Dignitat, interpretada por Octavi Pujades y Roger Pera.

## Deportes y política
Se ha declarado fanático del F. C. Barcelona, así como también se hizo pública una carta de protesta a la presidencia del club deportivo cuando esta mostró su apoyo al independentismo catalán. Vidal también ha declarado sus simpatías por el partido político UPyD, a cuyo Consejo de Dirección llegó a pertenecer de febrero a julio de 2015.

## Obra literaria
Ha publicado varios artículos en línea, así como diversos textos narrativos y teatrales, muchos de ellos elogiados por la crítica.[cita requerida] Su obra teatral El Plan, que se representó en 2015 en La Pensión de las Pulgas, se representa en octubre de 2016, bajo su dirección, en el Teatro Kamikaze de Madrid (antiguo Teatro Pavón).

## Filmografía
- 2020 Los relojes del diablo (serie TV)
- 2016 La que se avecina
- 2015 Vulcania
- 2012 Aida.(1 episodio).
- 2010 Balada triste de trompeta
- 2010 Maximum Shame
- 2009 A la deriva
- 2009 Los exitosos Pells (serie TV)
- 2009 Wendy placa 20957
- 2008-2009 Lalola (serie de televisión española) (serie TV).(160 episodios).
- 2007 El estafador
- 2007 Vida de familia
- 2006 Mar de fons (serie TV)
- 2005 Amar en tiempos revueltos (serie TV)
- 2005 Le dernier seigneur des Balkans (serie TVs)
- 2005 El camino de Víctor
- 2005 El año que trafiqué con mujeres
- 2003 Pets-and-pets.com
- 2003 Beyond Re-Animator